# Anomala rabdogastra
Anomala rabdogastra är en skalbaggsart som beskrevs av Ohaus 1930. Anomala rabdogastra ingår i släktet Anomala och familjen Rutelidae. Inga underarter finns listade i Catalogue of Life.